# Nannoni (cognome)
Nannoni è un cognome di lingua italiana.

## Varianti
Nanni, Nannini, Nannetti, Nannelli.

## Origine e diffusione
Il cognome è diffuso in Toscana ed Emilia-Romagna. È presente in Campania, Lazio, Lombardia e Piemonte. La presenza è indicata anche in Francia, Svizzera e Germania.

## Etimologia
Deriva dall'alterazione accrescitiva del nome proprio di persona Nanni, ipocoristico del nome Giovanni.

## Storia
Fin dal XV secolo il nome proprio Nannone è ampiamente documentato in Toscana e in modo particolare a Firenze.
Nel decreto di esilio dei componenti la famiglia dei Medici, emesso il 22 settembre 1433 dagli Otto di Guardia e Balia della Repubblica Fiorentina, è citato ed esiliato anche Nanni, detto Nannone, di Andrea de' Medici.
Nell'Assedio di Firenze del 1529 è nominato un Nannone, cui Michelangelo Buonarroti aveva affidato il compito della difesa di una torre delle mura cittadine.
Agli inizi dell'Ottocento i Nannoni erano proprietari di numerosi poderi ubicati nel territorio di Incisa nella Valdarno (Firenze), come risulta dalla documentazione conservata nell'Archivio di Stato di Firenze, fondo Prefettura dell'Arno n.576.

## Persone
- Angelo Nannoni
- Lorenzo Nannoni
- Giuseppe Nannoni
- Gioacchino Nannoni, fondatore dell'azienda Nannoni Grappe